# Dizionario d'ortografia e di pronunzia
Il Dizionario d'ortografia e di pronunzia (DOP), redatto inizialmente da Bruno Migliorini, Carlo Tagliavini e Piero Fiorelli e pubblicato per la prima volta nel 1969 dall’Eri, è il più grande dizionario ortografico e ortoepico della lingua italiana. Il nuovo DOP multimediale, accresciuto dallo stesso Piero Fiorelli e da Tommaso Francesco Bórri, è uscito nel 2010.

## Descrizione
Il DOP fornisce l'ortografia e la corretta pronuncia, secondo un modello di base toscana o fiorentino emendato (neutro tradizionale nella terminologia di Luciano Canepari), per circa centoquarantamila vocaboli, fra parole ordinarie, nomi propri e forestierismi. L'opera è caratterizzata da un'impostazione neopuristica fiorentinocentrica e, al paragone con altre opere congeneri, da una normatività più attenta e critica.
Il DOP non adotta l'IPA, bensì una trascrizione fonetica studiata appositamente per il pubblico italiano, tipologicamente affine (nonostante la maggiore semplicità) al sistema che in Italia è comunemente denominato Ascoli-Merlo o trascrizione romanistica o dei romanisti. Precisamente, il sistema di trascrizione è simile a quello che Bruno Migliorini e Piero Fiorelli avevano precedentemente elaborato per il Dizionario enciclopedico italiano Treccani.
La prima edizione del DOP, per i tipi dell’ERI, risale al 1969, la seconda al 1981; nel 1999 è uscita una ristampa della seconda edizione, invariata nel contenuto, ma in formato più maneggevole (i caratteri sono notevolmente più piccoli).
Il 31 gennaio 2008 la RAI ha presentato, a Roma, una nuova edizione del DOP, nella forma multimediale del sito in Rete, curata da Renato Parascandolo e redatta da Piero Fiorelli e Tommaso Francesco Bórri. 
La nuova edizione in linea, per ora provvisoria e incompleta (non sono ancora state immesse nel sito, in particolare, la maggior parte delle voci appartenenti a lingue straniere), è aggiornata e molto notevolmente accresciuta rispetto alle due precedenti edizioni (cartacee).
Essa fornisce registrazioni sonore, in corrispondenza delle trascrizioni fonetiche, per i lemmi (colle loro varianti), per le circa settemila frasi esemplificative e per gli ottanta passi di un'antologia fonetica (intitolata Antologia scritta e parlata). Inoltre, accentua apprezzabilmente la prospettiva critica dell'opera, con l'inserimento di numerose note di discussione su varianti di pronuncia storiche, geografiche, eccetera (si vedano voci come e, o, né, centro, doga, freno, grotta, scendere, vendere, mettere, Belice, Nuoro, Caraibi, deissi, robot).
Il 15 maggio 2010 il nuovo DOP è stato presentato dalla RAI, al Salone del libro di Torino, anche nella forma del libro cartaceo.
La nuova edizione cartacea si divide in due volumi, che contengono Parole e nomi dell'italiano (quelle voci cioè che hanno al loro interno almeno una trascrizione fonetica italiana).
Ad aprile 2022 la versione in linea cessa di essere disponibile, per poi tornare, nella seconda edizione multimediale 2022, a ottobre dello stesso anno.

## Edizioni
- Dizionario d'ortografia e di pronunzia, redatto da Bruno Migliorini, Carlo Tagliavini, Piero Fiorelli, Torino, Eri, edizioni Rai Radiotelevisione italiana, 1969 (pp. CVII, 1341).
- †Bruno Migliorini, Carlo Tagliavini e Piero Fiorelli, DOP. Dizionario d'ortografia e di pronunzia, nuova edizione, Torino, Eri studio, edizioni Rai, 1981, ISBN 88-397-0330-6 (pp. CXXXVII, 761).
- Ristampa del 1999: CXXXVIII + 761 pp.; 22 cm.
- DOP. Dizionario italiano multimediale e multilingue d'ortografia e di pronunzia, redatto in origine da Bruno Migliorini, Carlo Tagliavini, Piero Fiorelli; riveduto, aggiornato, accresciuto da Piero Fiorelli, Tommaso Francesco Bórri. Edizione multimediale a cura di Renato Parascandolo, 2 voll. (I: Parole e nomi dell'italiano, A-I/J; II: Parole e nomi dell'italiano, K-Z), Roma, Rai Eri, 2010, ISBN 978-88-397-1478-7 (I: pp. CXXXIII, 606; II: pp. 608-1253).